# 愛の勝利 (1939年の映画)
『愛の勝利』（あいのしょうり、原題：英語: Dark Victory）は、1939年に製作・公開されたアメリカ合衆国の映画である。

## 概要
1934年ニューヨークで初演されたジョージ・エマーソン・ブリュワーJrとバートラム・ブロックの戯曲（タルラー・バンクヘッド主演）の映画化であり、エドマンド・グールディングが監督、ベティ・デイヴィスが主演した。
1935年にはメトロ・ゴールドウィン・メイヤーによりグレタ・ガルボ主演で映画化が企画されたが、実現しなかった。
1963年にスーザン・ヘイワード主演でリメイクされている。

## キャスト
- ジュディス・トレハーン：ベティ・デイヴィス
- フレデリック・スティール：ジョージ・ブレント
- マイケル・オリアリー：ハンフリー・ボガート
- アン・キング：ジェラルディン・フィッツジェラルド
- アレック：ロナルド・レーガン

## スタッフ
- 監督：エドマンド・グールディング
- 製作総指揮：ハル・B・ウォリス
- 脚本：ケイシー・ロビンソン
- 音楽：マックス・スタイナー
- 音楽監督：レオ・F・フォーブスタイン
- 編曲：ヒューゴー・フリードホーファー
- 撮影：アーネスト・ホーラー
- 編集：ウィリアム・ホームズ
- 美術：ロバート・M・ハース
- 衣装：オリー＝ケリー

## アカデミー賞ノミネーション
- 作品賞
- 主演女優賞：ベティ・デイヴィス
- 作曲賞：マックス・スタイナー

## 注
1. ↑  Garbo Forever - Unrealized Projects 1935-1939